# トコベイ人形

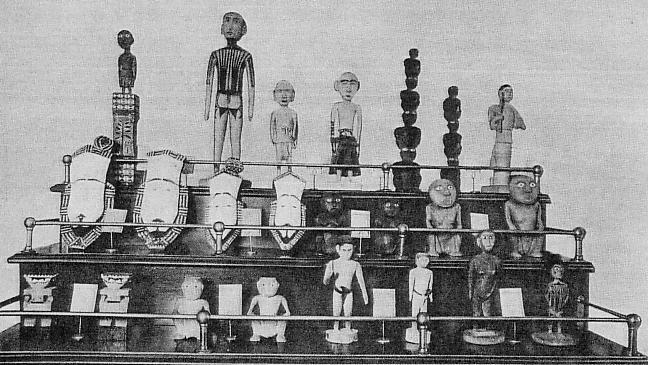
当時の南洋群島の民芸品。2段目右側の像がトコベイ人形である。

トコベイ人形（トコベイにんぎょう）は、パラオで製作される民芸品。「トコベ人形」ともいう。

## 概要
パラオ南西諸島のハトホベイ州トビ島に伝わる民芸品である。「トコベイ」「トコベ」とはトビ島のことである。
トビ島島民の祖先をあしらった像といわれており、蹲踞の体勢をとり、大きな目が特徴の裸体像である。
日本統治時代ではパラオを代表する土産物として知られていた。しかし当時からトコベイ人形の製作者は減少傾向にあり、南洋庁ではトビ島出身者が多く住むアラカベサン島のミューンス集落の住民に材料を与えて作らせていたという。
戦後は完全にストーリーボードに取って替わられることになった。